# The Astounding She-Monster
The Astounding She-Monster este un film SF american din 1957 regizat de Ronald V. Ashcroft pentru American International Pictures. În rolurile principale joacă actorii Robert Clarke și Kenne Duncan.

## Actori
| Actor              | Role             |
| ------------------ | ---------------- |
| Robert Clarke      | Dick Cutler      |
| Kenne Duncan       | Nat Burdell      |
| Marilyn Harvey     | Margaret Chaffee |
| Jeanne Tatum       | Esther Malone    |
| Shirley Kilpatrick | The She-Monster  |
| Ewing Miles Brown  | Brad Conley      |
| Al Avalon          | Radio Newscaster |
| Scott Douglas      | Narrator         |